# Corsetto Sant'Agata
Corsetto Sant'Agata è una via di Brescia che collega, in direzione nord-sud, l'estremità di via Dante Alighieri, all'imbocco su piazza della Vittoria, e piazza Rovetta, lambendo il palazzo della Loggia ai piedi del fronte posteriore.

## Storia
La strada ha tracciato antichissimo, sorto parallelamente seguendo la sponda destra del torrente Garza. Originariamente, la via si congiungeva a nord con corso Goffredo Mameli, mentre a sud si aveva un incrocio netto con via Dante Alighieri. Nella prima metà del Novecento i due imbocchi sono stati snaturati, a sud con la realizzazione di piazza della Vittoria tra il 1927 e il 1932, e a nord con l'apertura di piazza Rovetta, slargo nato per erigervi i nuovi uffici comunali, mai ultimati. Corsetto Sant'Agata, pertanto, oggi congiunge piazza Rovetta con via Dante.
La via, dal percorso breve e lineare, leggermente in pendenza, ha mantenuto l'antica vocazione commerciale. In età medievale si snodava fra botteghe artigiane e alimentari di macellai, pollivendoli, salumieri e formaggiai, nate soprattutto grazie alla presenza del torrente Garza
e di altri canali che permettevano un rapido scarico dei rifiuti che venivano prodotti. A nord della via si teneva invece un mercato con bancarelle detto "mercato dell'Arco", dove si vendevano animali, legname e vino.
Il cuore religioso della via, che ne conferisce anche il nome, era ed è ancora la chiesa di Sant'Agata, posta all'imbocco sud. Altra chiesa affacciata sul corsetto era la chiesa di San Zenone all'Arco, sconsacrata però all'inizio del Novecento e oggi adibita a galleria d'arte.

## Toponimo
Il vezzoso appellativo "corsetto", che ha sempre caratterizzato la via, è insolito e curioso, poiché il termine "corso" era utilizzato solo per ben precise strade, cioè quelle dove si svolgevano regolarmente gare di corsa. In questa via, però, non si hanno notizie di eventi simili accaduti in passato.